# Красноярка (Вознесенський район)
Красноя́рка — село в Україні, у Братській селищній громаді Вознесенського району Миколаївської області. Населення становить 149 осіб. До 2020 року орган місцевого самоврядування — Миколаївська сільська рада.

## Географія
Селом тече Балка Милорадова.

## Населення
Згідно з переписом УРСР 1989 року чисельність наявного населення села становила 167 осіб, з яких 67 чоловіків та 100 жінок.
За переписом населення України 2001 року в селі мешкало 149 осіб.

### Мова
Розподіл населення за рідною мовою за даними перепису 2001 року:
| Мова       | Чисельність | Відсоток |
| ---------- | ----------- | -------- |
| українська | 132         | 88,59%   |
| російська  | 14          | 9,40%    |
| румунська  | 2           | 1,34%    |
| болгарська | 1           | 0,67%    |
| Усього     | 149         | 100%     |